# Coppa Italia Primavera 1974-1975
La Coppa Italia Primavera 1974-1975 è stata la terza edizione del torneo riservato alle squadre giovanili iscritte al Campionato Primavera. Il detentore del trofeo era la Roma.
La vittoria finale è andata alla Roma per la seconda volta nella sua storia, peraltro consecutiva.